# ژابنیک (استان اوپوله)
ژابنیک (به لهستانی: Żabnik) یک منطقهٔ مسکونی در لهستان است که در گمینا بیاوا (استان اوپوله) واقع شده‌است.